# Hermann Lotze

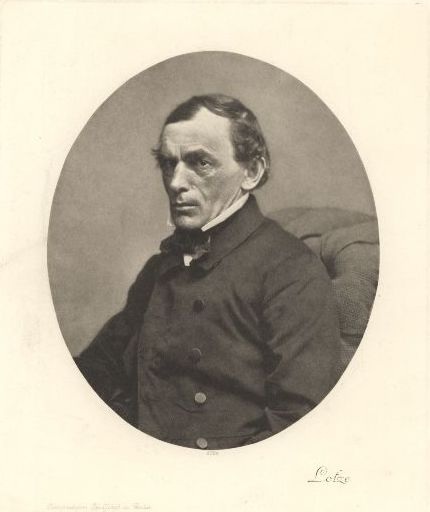
Rudolf Hermann Lotze

Rudolf Hermann Lotze (* 21. Mai 1817 in Budissin; † 1. Juli 1881 in Berlin) war ein deutscher Mediziner und Philosoph. Er war im 19. Jahrhundert eine der zentralen Persönlichkeiten der akademischen Philosophie und gehörte bis in die 1920er Jahre zu den bekanntesten und meist diskutierten Philosophen weltweit. Im Vergleich zu den Protagonisten des Deutschen Idealismus oder den Philosophen des 19. Jahrhunderts, die außerhalb der akademischen Tradition wirkten, ist er heute weniger bekannt. Seine geistigen Leistungen, so insbesondere die Begründung des heute weltweit genutzten inter- und transdisziplinären Begriffs der Werte, prägen jedoch auch unsere heutige Kultur und Ethik maßgeblich mit.

## Leben
Lotze wurde als drittes Kind eines Militärarztes in Bautzen geboren. Er besuchte das Gymnasium zu Zittau. In Zittau war er später ein Jahr lang als praktischer Arzt tätig. Er studierte an der Universität Leipzig Philosophie und wurde dort zum Dr. phil. promoviert. Er habilitierte sich 1839 in Medizin und 1840 in Philosophie. 1843 wurde er zum a.o. Professor für Philosophie ernannt. 1844 wurde er als Nachfolger von Johann Friedrich Herbart auf den Göttinger Lehrstuhl berufen. In diese Zeit fallen seine bedeutendsten Arbeiten. Teile seines Alterswerkes, vor allem sein System der Philosophie, verbinden sich mit Berlin, wohin er 1880 berufen wurde, wo er aber auch kurze Zeit später (1881) starb. Zu seinen Studenten gehören Josiah Royce und Hermann Langenbeck.

## Ehrungen
1864 wurde er zum korrespondierenden Mitglied der Königlich Preußischen Akademie der Wissenschaften gewählt. Seit 1876 war er auswärtiges Mitglied der Bayerischen Akademie der Wissenschaften.
Nach ihm wurde im Juli 1937 die Lotzestraße in Dresden-Plauen benannt.

## Werk, Kritik und Bedeutung

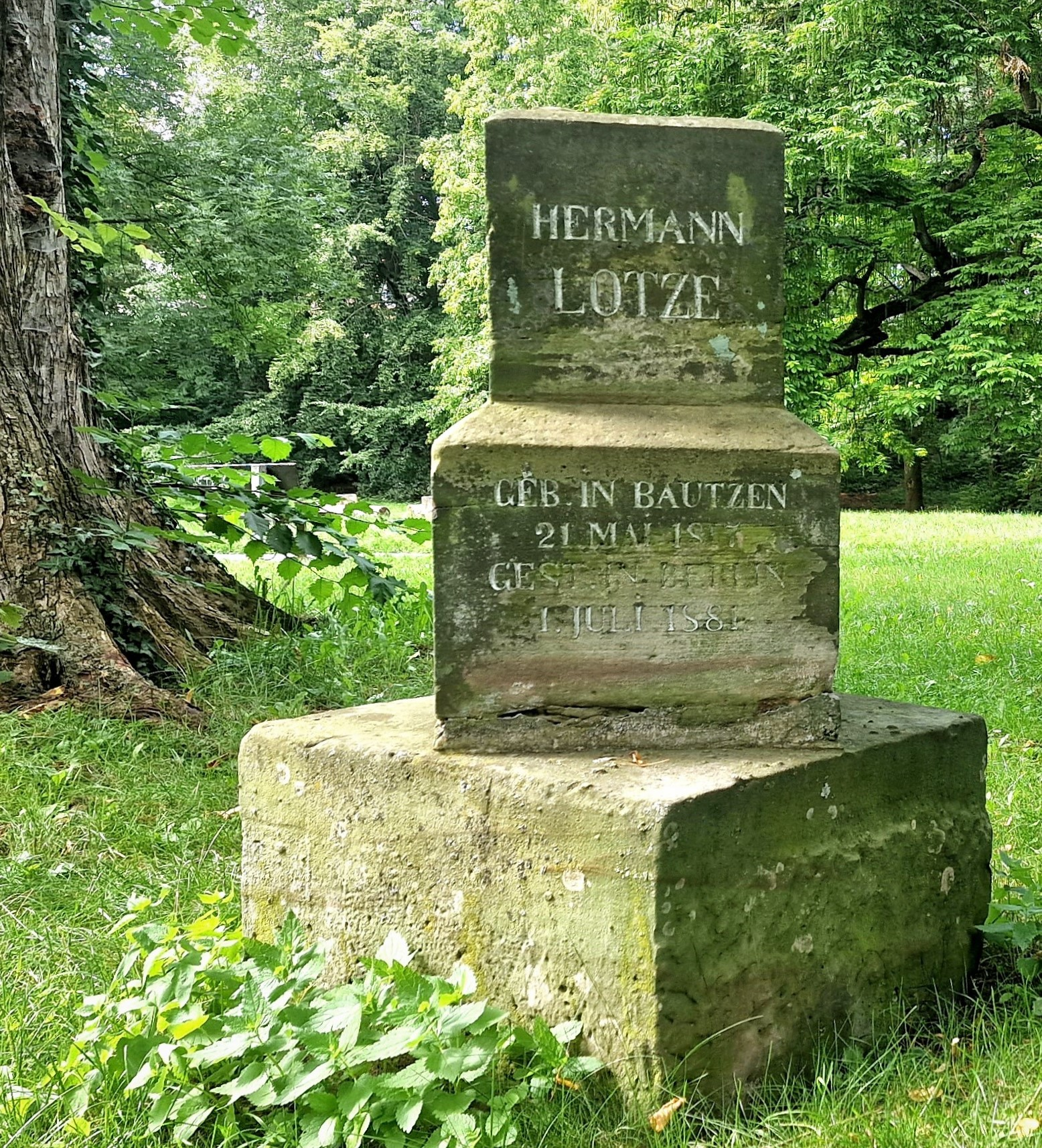
Grabstein Hermann Lotze auf dem Historischen Albani-Friedhof

In seiner Zeit und bis vor dem Ersten Weltkrieg galt Lotze als wichtigster deutscher Philosoph nach Georg Wilhelm Friedrich Hegel und bahnbrechender Naturforscher. Die Stanford Encyclopedia of Philosophy bezeichnet ihn sogar als einen der einflussreichsten Denker der Welt, der alle wichtigen philosophischen Strömungen des 20. Jahrhunderts vorbereitete und inspirierte.
Als Philosoph erfuhr Lotze von Johann Friedrich Herbart und Christian Hermann Weisse Anregungen, fühlte sich aber (wie er selbst sagte) am meisten von Leibniz angezogen. Als Physiologe verwarf er 1843 in seiner Abhandlung Leben und Lebenskraft den (unkritischen) Vitalismus und stürzte damit den einseitigen Vitalismus von seiner seinerzeit maßgeblichen Rolle in der Philosophie. Seinen wissenschaftlichen Standpunkt bezeichnete Lotze als ethischen Idealismus, indem die Metaphysik ihren Anfang nicht in sich selbst, sondern vielmehr in der Ethik habe.
Lotze verkörperte in hohem Maße sowohl naturwissenschaftliche als auch philosophische Kompetenz. Er versuchte immer wieder sehr heterogene Interessen zu vereinbaren. In seiner Jugend verband er die Begeisterung für die Wissenschaft mit seiner Liebe zur Poesie; ein von ihm veröffentlichter Gedichtband wurde von Kritikern aber negativ beurteilt. Später setzte er sich mit dem Spannungsfeld zwischen Naturwissenschaft und Spekulation und auch zwischen Logik und Metaphysik auseinander. Des Weiteren versuchte er Mechanismus und Teleologie zu vermitteln. Sein Spätwerk ist gekennzeichnet durch einen Systemversuch, in dem es Lotze um die Einheit verschiedener philosophischer Disziplinen ging.
Heute ist Lotze zwar weniger bekannt, jedoch erfahren in jüngerer Zeit Teile seiner Arbeiten, insbesondere im englischsprachigen Raum, allerdings wieder eine höhere Wertschätzung. Sein hoher Einfluss auf die wissenschaftliche und philosophische Diskussion seiner Zeit nicht nur in Deutschland ist unbestritten. Der englische Neuhegelianismus wurde von ihm ebenso beeinflusst wie Ritschl und die Ritschlianer oder der amerikanische Pragmatismus. In Deutschland beriefen sich auf ihn Vertreter des Neukantianismus, unter anderem beeinflusste er auch die Phänomenologie und die Dilthey-Schule. Er führte außerdem die Begriffe „Geltung“ und „Wert“ in die philosophische Diskussion ein. Er unterschied zwischen den drei Reichen der Wirklichkeit, der Wahrheit und der Werte. Seine medizinischen Studien waren Pionierarbeiten auf dem Gebiet der wissenschaftliche Psychologie. Bedeutendes leistete er auch auf dem Gebiet der Ästhetik und deren Geschichte.
Seit Bruno Bauch wurde immer wieder auf den möglichen Zusammenhang zwischen Lotzes Logik und zentralen Stücken der Philosophie von Gottlob Frege aufmerksam gemacht. Als Gemeinsamkeiten werden der Antipsychologismus der Geltungstheorie und einzelne Äußerungen genannt, vor allem Lotzes Behauptung, die Mathematik lasse sich aus der Logik begründen.
Wesentliche Beiträge leistete Lotze zur Entwicklung von integralen, d. h. weder einseitig idealistischen noch einseitig materialistischen Begriffen der Seele, des Guten und der Werte. Aus seiner Sicht braucht es für deren Verständnis einen Mittelweg zwischen beiden.
Erstens müssen wir das einseitig materialistische Vorurteil aufgeben, dass die Außenwelt vollständig und unabhängig von unserem Geist existiert und dass unser Denken lediglich ein „nutzloses Anhängsel“ ist, das lediglich den Inhalt der Welt als fruchtlose Aktivität reproduziert. Wir sollten auch nicht in die Falle des absoluten Idealismus tappen, der die Welt der Dinge so reduziert, dass sie leicht in die formalen Kategorien unseres Denkens eingepasst werden können (das heißt, die Metaphysik auf Logik reduzieren). In Anlehnung an die Philosophie von Johann Gottlieb Fichte zeigt er: Unser Geist dient nicht der bloßen kognitiven Reproduktion bedeutungsloser Dinge, sondern die „Welt“ ist uns auch eine Bühne, die uns zu sinn- und wertvollem Handeln anregt. Dazu müssen wir jedoch das moralisch Gute identifizieren und verstehen.
Die Terminologie des „moralisch Guten“ ist somit eine Abkürzung für den gesamten Wertekomplex (und kann daher mit dem identifiziert werden, was frühere Denker das Gute, das Schöne und das Wahre nannten). Aber obwohl diese Wahrnehmung der Welt vom Geist abhängt, ist sie nicht subjektiv. Stattdessen ist unsere Erkenntnis der Welt und ihres Wertes objektiv: Eine Welt kann nur ein System des wirklich Wirklichen sein, also ein nach dem Guten geordnetes System.

## Schriften

### Zu Lebzeiten
- Metaphysik. Weidmann’sche Buchhandlung, Leipzig 1841. (weiterer Scan, dito)
- Allgemeine Pathologie und Therapie als mechanische Naturwissenschaften. Weidmann’sche Buchhandlung, Leipzig 1842; 2. Auflage 1848 (weiterer Scan)
- Logik. Weidmann’sche Buchhandlung, Leipzig 1843. (weiterer Scan)
- Ueber den Begriff der Schönheit. Vandenhoeck & Ruprecht, Göttingen 1845 (abgedruckt aus den Göttinger Studien; weiterer Scan)
- Ueber Bedingungen der Kunstschönheit. Vandenhoeck & Ruprecht, Göttingen 1847 (abgedruckt aus den Göttinger Studien)
- Allgemeine Physiologie des koerperlichen Lebens. Weidmann’sche Buchhandlung, Leipzig 1851
- Medicinische Psychologie oder Physiologie der Seele. Weidmann’sche Buchhandlung, Leipzig 1852 (weiterer Scan); anastatischer Neudruck A. Dannenberg, Berlin 1896 (mit Bild Lotzes)
- Mikrokosmus. Ideen zur Naturgeschichte und Geschichte der Menschheit. Versuch einer Anthropologie. S. Hirzel, Leipzig 1856–1864 (dieses Werk machte ihn in seiner Zeit über die Fachgrenzen hinaus bekannt)
  - Erster Band, 1856 (Der Leib, Die Seele, Das Leben; weiterer Scan, dito); 2. Auflage 1869; 3. Auflage 1876 (weiterer Scan); 4. Auflage 1884; 5. Auflage 1896 (mit Bild Lotzes)
  - Zweiter Band, 1858 (Der Mensch, Der Geist, Der Welt Lauf; weiterer Scan, dito, dito); 2. Auflage 1869; 3. Auflage 1878 (weiterer Scan); 4. Auflage 1885 (weiterer Scan); 5. Auflage 1905
  - Dritter Band, 1864 (Die Geschichte, Der Fortschritt, Der Zusammenhang der Dinge; weiterer Scan, dito); 2. Auflage 1872 (weiterer Scan, dito); 3. Auflage 1880; 4. Auflage 1888 (weiterer Scan)
- Streitschriften. Erstes Heft. In Bezug auf Prof. I. H. Fichte’s Anthropologie. S. Hirzel, Leipzig 1857. (weiterer Scan)
- Geschichte der Aesthetik in Deutschland. (= Geschichte der Wissenschaften in Deutschland. Neuere Zeit. Band 7). J. G. Cotta’sche Buchhandlung, München 1868; weiterer Scan, dito, dito)
- System der Philosophie. S. Hirzel, Leipzig 1874/1879. (ein geplanter dritter Teil kam nicht mehr zur Ausführung)
  - Erster Theil. Drei Bücher der Logik. 1874 (Vom Denken, vom Untersuchen und vom Erkennen, das erste Buch ist eine Neufassung von Logik, 1843; weiterer Scan, dito); 2. Auflage 1880
  - Zweiter Theil. Drei Bücher der Metaphysik. 1879 (Ontologie, Kosmologie und Psychologie; weiterer Scan, dito)

### Postum
- Reihe Dictate/Diktate aus den Vorlesungen. S. Hirzel, Leipzig 1881–1884
  - Robert Lotze (Hrsg.): Grundzüge der Psychologie. 1881 (Wintersemester 1880/81; mit Verzeichniß der literarischen Publicationen Hermann Lotze’s; weiterer Scan, dito); Eduard Rehnisch (Hrsg.): 2. Auflage 1882 (weiterer Scan)
  - Grundzüge der Religionsphilosophie. 1882 (Wintersemester 1878/79); 2. Auflage 1884 (Sommersemester 1875 und Wintersemester 1878/79; weiterer Scan)
  - Grundzüge der Naturphilosophie. 1882 (Wintersemester 1876/77; mit Lotze’s Abgangszeugniß von der Universität Leipzig; weiterer Scan)
  - Grundzüge der praktischen Philosophie. 1882 (Sommersemester 1880); 2. Auflage 1884 (Sommersemester 1878; weiterer Scan)
  - Geschichte der deutschen Philosophie seit Kant. 1882 (Sommersemester 1879; mit Uebersicht über Hermann Lotze’s Lehrthätigkeit an den Universitäten Leipzig, Göttingen und Berlin 1839–1881); 2. Auflage 1894 (weiterer Scan)
  - Grundzüge der Metaphysik, 1883 (Ontologie, Kosmologie, Phänomenologie; weiterer Scan)
  - Grundzüge der Logik und Encyklopädie der Philosophie. 1883 (weiterer Scan); 2. Auflage 1885 (weiterer Scan); 3. Auflage 1891
  - Grundzüge der Aesthetik. 1884 (Sommersemester 1856; mit Anhang Zur Biographie Hermann Lotze’s von Eduard Rehnisch)
- David Peipers (Hrsg.): Kleine Schriften. S. Hirzel, Leipzig 1885–1891
  - Erster Band, 1885 (weiterer Scan, dito)
  - Zweiter Band, 1886 (weiterer Scan, dito)
  - Dritter Band. Erste Abtheilung, 1891 (weiterer Scan)
- Reinhardt Pester, Ernst Wolfgang Orth (Hrsg.): Briefe und Dokumente. Königshausen & Neumann, Würzburg 2003, ISBN 3-8260-2562-8.

### Neuausgaben
- Georg Misch (Hrsg.): Logik (System der Philosophie I.). Felix Meiner, Leipzig 1912 (mit Bild Lotzes); 2. Auflage 1928.
- Der Instinkt. Eine psychologische Analyse. Felix Meiner, Leipzig 1919 (Nachdruck von Instinct in Rudolph Wagner (Hrsg.): Handwörterbuch der Physiologie. Zweiter Band, Vieweg, Braunschweig 1844, S. 191–209.)
- Raymund Schmidt (Hrsg.): Mikrokosmos. Ideen zur Naturgeschichte und Geschichte der Menschheit. Drei Bände. Felix Meiner, Leipzig 1923.
- Gottfried Gabriel (Hrsg.): Logik. Erstes Buch. Vom Denken. Felix Meiner, Hamburg 1989, ISBN 3-7873-0936-5.
- Gottfried Gabriel (Hrsg.): Logik. Drittes Buch. Vom Erkennen. Felix Meiner, Hamburg 1989, ISBN 3-7873-0772-9.
- Nikolay Milkov (Hrsg.): Mikrokosmos. Ideen zur Naturgeschichte und Geschichte der Menschheit. Drei Bände. Felix Meiner, Hamburg 2017, ISBN 978-3-7873-3180-2. (Nachdruck der Ausgabe von 1923)